# Lastrea elegans
Lastrea elegans là một loài dương xỉ trong họ Dryopteridaceae. Loài này được Moore & Houlst., J.Sm. mô tả khoa học đầu tiên năm 1857.
Danh pháp khoa học của loài này chưa được làm sáng tỏ. 